# Ford 1949
La Ford 1949 était une automobile américaine produite par Ford. Il s’agissait du premier tout nouveau modèle automobile produite par les Big Three après la Seconde Guerre mondiale, la production civile ayant été suspendue pendant la guerre et les modèles 1946-1948 de Ford, GM et Chrysler ayant simplement consisté à mettre à jour leurs modèles d’avant-guerre. Communément appelée la "Shoebox Ford" (Ford boite à chaussures) pour son design "ponton" à dalle, la Ford 1949 est connue pour avoir sauvé Ford de la faillite et inauguré une conception de voiture simplifiée et moderne avec des modifications telles que des ailes intégrées. Cette version se poursuivra jusqu'à l'année modèle 1951, et sera suivie par un design mis à jour de 1952 à 1954.

## Origines
Les Ford 1949 sont nées dans le contexte troublé de la période 1943-1948 qui, en plus de la guerre et du rationnement des ressources, voit se dérouler une crise de succession parmi les dirigeants de Ford, mais aussi leurs ingénieurs et designers. Le succès considérable de ce modèle sauvera Ford d'une menace de faillite ou de la relégation par ses concurrents qui préparaient aussi l'après-guerre.
La mort prématurée de leur président, Edsel Ford, en 1943 et le retour contesté de son père, Henry Ford, à la tête de la firme vont semer le chaos au sein du groupe. Auparavant, les deux hommes s'étaient opposés sur de nombreux sujets et le conseil d'administration est défavorable au retour d'Henry Ford, malade et instable. Les pertes financières de ce constructeur participant à l'effort de guerre furent telles que le fils aîné d'Edsel, Henry Ford II reçoit une autorisation spéciale de l'administration Roosevelt pour être déchargé de ses obligations dans la Navy afin d'intégrer le conseil d'administration. Il deviendra formellement président en 1945 et licenciera plusieurs collaborateurs historiques d'Henry Ford tout en nommant une nouvelle équipe de cadres. Son but est de redresser le groupe, reprenant au passage plusieurs projets mis en route sous la présidence d'Edsel.

### Héritage des «petites Ford»
En 1946, comme tous les constructeurs généralistes, Ford a relancé la construction de ses modèles d'avant-guerre et n'a pu réaliser que peu de recherches et prototypes dans la période 1942-1946. L'un des projets, cher à Edsel Ford, consistait en une « light car » plus petite que les modèles « full-size » et propulsée par un 4-cylindres. Le projet évolua, donnant naissance à quelques prototypes sortis d'usine en 1944-1945 avec un 5-cylindres ou un V8. On y retrouve déjà une carrosserie à flancs lisses sans ailes séparées, un habitacle qui évoque en plus petit les Ford Tudor et une grille proche des Lincoln 1949.
Sans cesse reportées et modifiées, devenant un véhicule monocoque, les « petites Ford » furent finalement proposées pour un lancement en 1949 mais refusées : ce nouveau modèle risquait soit de cannibaliser les ventes des nouvelles « grandes Ford » soit d'être un gouffre financier (il serait impossible de produire ces petites voitures à un coût plus bas que celles de plus grande taille à moins de sévèrement rogner sur les matériaux et finitions). Le salut viendra finalement du côté de Ford France qui réclamait depuis 1945 les plans et études de cette « petite » voiture pour remplacer ses Matford Alsace V8 de 1935. Elle sera remodelée pour devenir la Ford Vedette (1948-1954).
Toutefois, plusieurs innovations techniques et esthétiques de la « light Ford » mort-née furent récupérées pour un autre projet de Fords full-size... plus grandes que ce que sera la Ford 1949.

### Mise au point de la nouvelle gamme Ford - Mercury - Lincoln

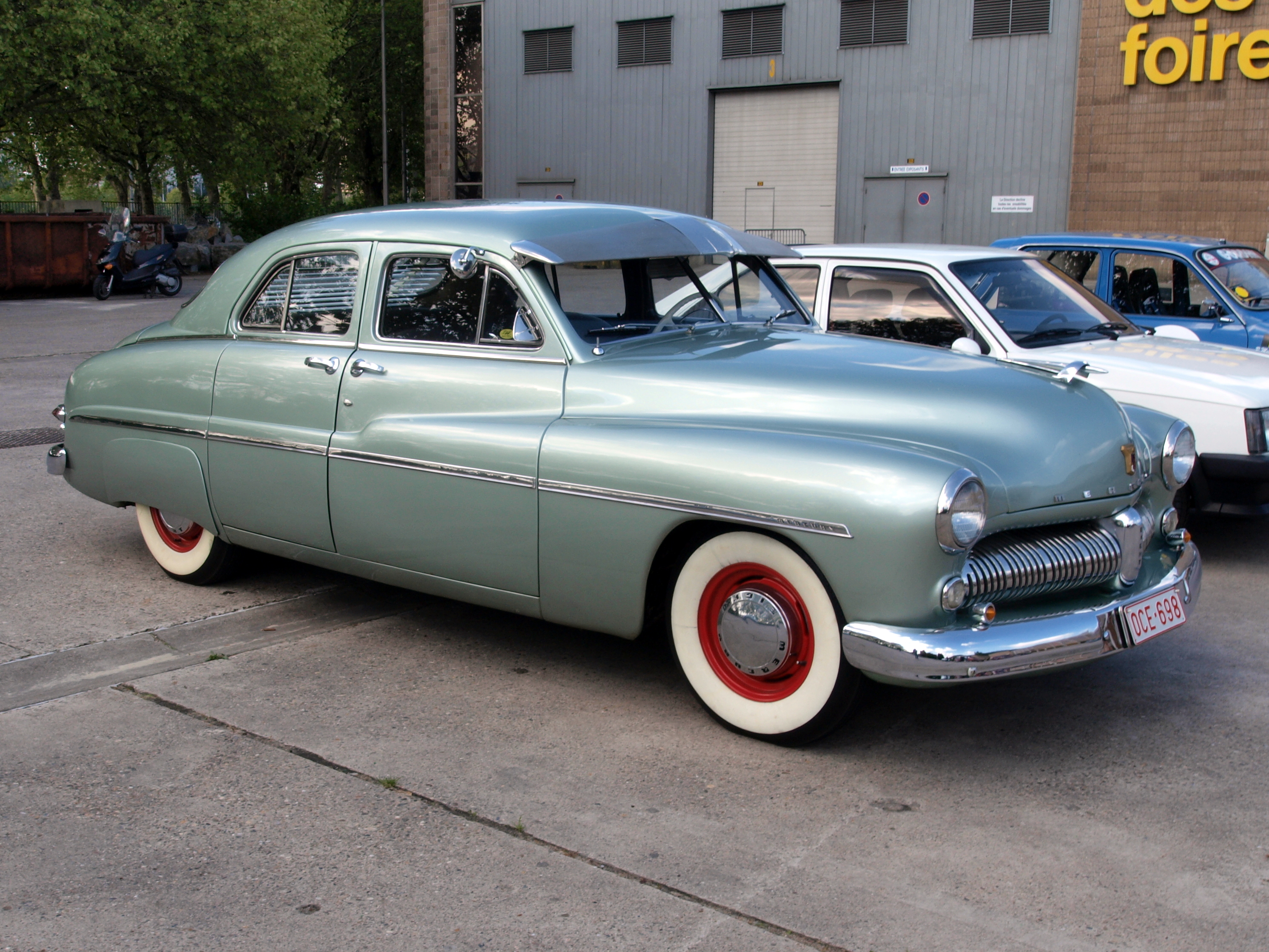
Mercury 1949, reprenant le premier projet de Ford 1949.

Pour 1949, c'est l'ensemble des modèles du groupe Ford qui doivent renouvelés, tirant un trait sur des modèles développés avant-guerre (sauf les camions et pick-ups, remplacés en 1948).
Les ingénieurs ont mis au point plusieurs ébauches, dues au designer Eugene T. "Bob" Gregorie (1908-2002) et les décideurs choisissent une gamme de trois modèles automobiles, un par marque. Toutefois, au dernier moment, Ernest R. Breech (1897-1978), vice-président de Ford depuis 1946 fait appel à l'avis de son ami designer George W. Walker (1896-1993) lequel rejoindra plus tard Ford qui conclut que les Fords full-size en bas de l'échelle sont trop grandes et risquent de mal se vendre tandis que la petite Ford doit être abandonnée.
Un nouveau modèle plus petit est choisi tandis que celui, dessiné par Gregorie, qui était prévu pour Ford (empattement de 118 pouces) devient la Mercury Eight (1949-1951), celui de Mercury (121 pouces) devient un nouveau modèle Lincoln (série EL) et celui en haut de l'échelle sera la Lincoln Cosmopolitan (125 pouces, berline à 6 fenêtres). Le châssis des Fords était un chassis en échelle tandis que les Mercury et Lincoln avaient un châssis en X. Celui des Ford cabriolets était renforcé par un élément en « X » pour conserver la rigidité structurelle des modèles à toit.
Le design extérieur des Fords de 1949 est en partie dû à Walker, revu et corrigé par Richard Caleal (1912-2006) qui créa notamment la fameuse calandre à « boule » et s'inscrit dans la même approche stylistique que les Mercurys et Lincolns de 1949. Le style « ponton » a eu de l'influence sur de nombreux fabricants européens, tels que Mercedes-Benz, Borgward, Austin, Volvo et bien d'autres, sans oublier les Fords anglaises et allemandes.

### Lancement

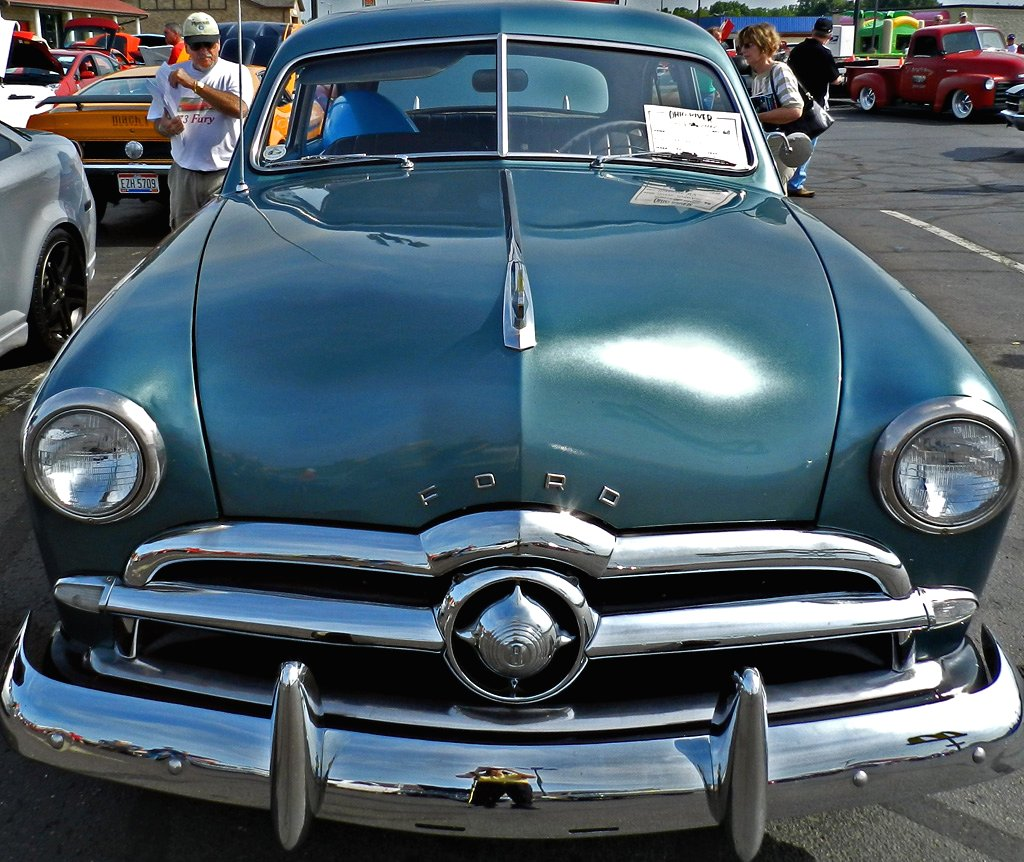
Vue de face d'une Ford Tudor 1949.

Les modèles de 1949 ont fait leurs débuts lors d'un gala à l'hôtel Waldorf-Astoria à New York en juin 1948, avec un carrousel de cinq nouvelles Ford complété par deux nouveaux châssis pivotant sur 360°. Promouvant la sécurité, la nouvelle structure en acier intégrée a été dénommée « lifeguard body », et même le break Woody avait une armature en acier.
Du point de vue du client, les anciennes finitions Custom, De Luxe et Super De Luxe ont été remplacées par les nouvelles finitions Standard et Custom et les voitures ont acquis un look moderne avec des ailes arrière complètement intégrées et juste un soupçon d'aile à l'avant.
De cette façon, Ford a été la première des trois « Low-priced three » entreprises automobiles d'entrée de gamme, leaders des ventes, à présenter un tout nouveau modèle populaire d'après-guerre, battant Chevrolet de six mois et Plymouth de neuf mois, et en plus, présentant la voiture la plus moderne d'entre elles. L'empattement du nouveau châssis restait le même que les Fords 1941-1948 avec 114 pouces (2,896 m), identique aux Plymouth 1949 et un pouce de moins que les Chevrolet.

## 1949
La concurrence pressante du groupe General Motors (de 1935 à 1957, Chevrolet était la marque la plus vendue aux USA), fait qu'à certains égards, les Ford 1949 ont souffert d'une conception précipitée et d'une production mal soignée, en particulier la conception du mécanisme de porte et du point de vue de l'étanchéité. On disait que les portes pouvaient s'ouvrir dans les virages. Le modèle de 1950 comportera une dizaine de changements rien que pour le mécanisme de verrouillage des portes.
La voiture a rencontré un succès et, en conséquence, Ford a vendu 1 118 740 voitures du modèle de 1949 dont 204 449 Standards, prenant la première place parmi les fabricants américains, bien qu'une année modèle prolongée de 16 mois y ait contribué.
Les variantes comportent : le cabriolet Custom, le sedan 2 portes ou 4 portes, Standard ou Custom ; le « Club coupe » (6 places) Custom ou Standard (plus rare) ; le « Business coupe » Standard (carrosserie identique mais avec les sièges arrière remplacés par un second coffre) ainsi que le break 3 portes « woody » Custom. Réminiscence des années 1930, les sedans deux-portes sont communément appelés « Tudor » et les quatre-portes « Fordor » (par contraction des termes « two-door et four-door ».

## 1950

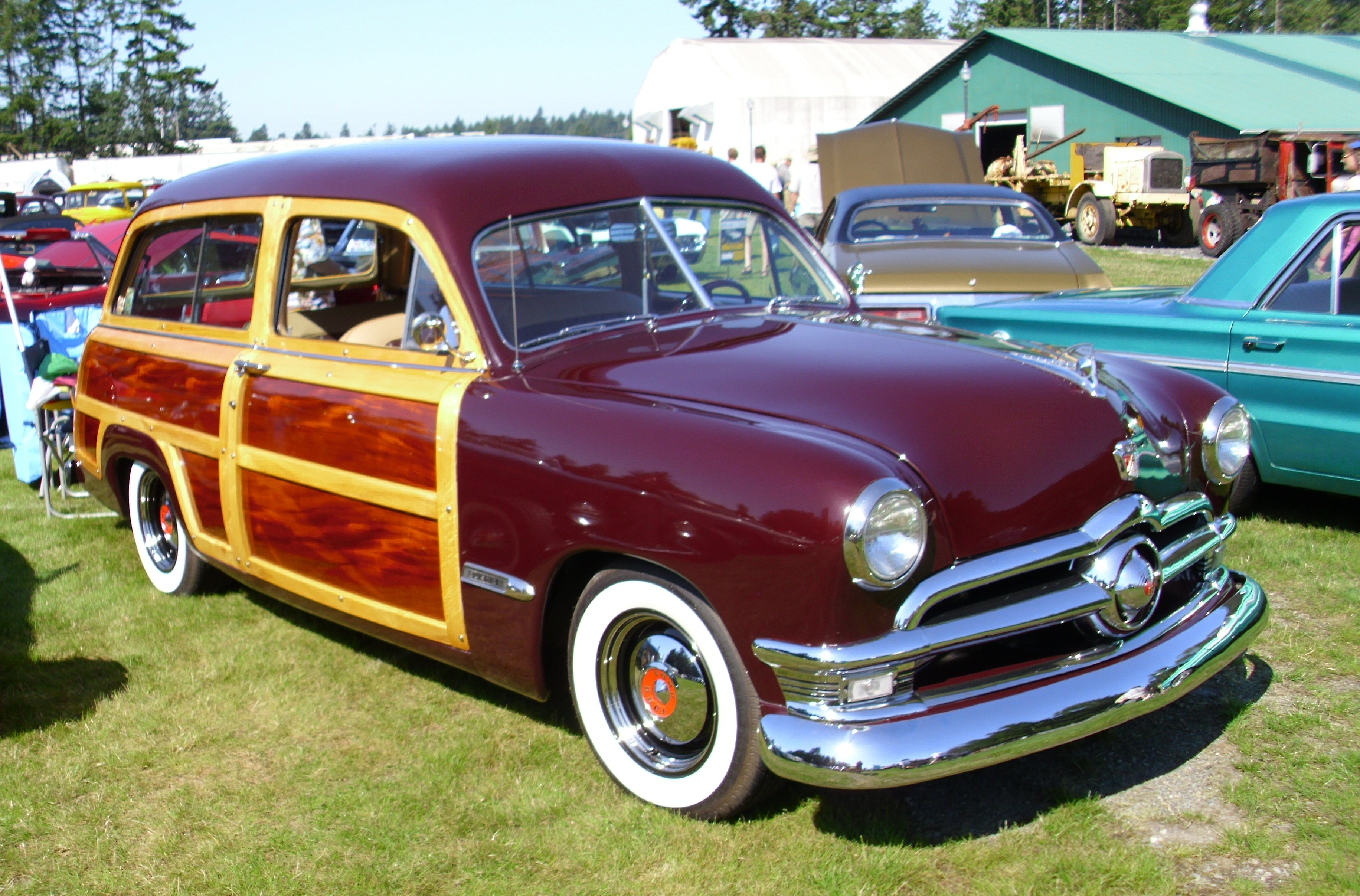
Ford Country Squire 1950.

1950 voit apparaître une nouvelle berline sport « Crestliner » : une berline 2 portes se distinguant par sa peinture deux tons avec un jonc chromé arrondi et son toit recouvert de vinyle, destinée à combattre le populaire coupé Chevrolet hardtop (Bel Air) apparu en 1950.
Un autre nouveau nom était la Country Squire, qui faisait référence au break 2 portes à parois en bois (Woody), qui existait déjà en 1949 sous le nom de Custom. En 1950, tous les breaks ont reçu des sièges centraux rabattables à plat au milieu de l'année, une innovation qui réapparaîtra dans les monospaces des années 1990, et l'acier a remplacé le bois pour la porte basse du hayon.
Le style des modèles de 1949 et de 1950 était similaire, avec une seule « balle » chromée au centre de la calandre renfrognée. Au centre, il y avait un espace rouge avec un 6 ou un 8 selon que la voiture avait le moteur six cylindres ou le V8. En 1950, les gammes ont également été renommées, "Standard" devenant "Deluxe" et "Custom" renommé "Custom Deluxe". Les nouvelles Ford ont reçu le désormais célèbre logo "Ford Crest" qui figurera sur les véhicules de la division pendant de nombreuses décennies sous une forme ou une autre.
Exception faite des « Crestliner » et Country Squire, les variantes sont les mêmes qu'en 1949. Seuls les sedans et coupés sont disponibles avec le six-cylindres et le coupé club n'est reconduit que chez les Deluxe.
L'année 1950 verra à nouveau sortir d'usine près d'1,2 million d'exemplaires : 388 368 Deluxe et 821 181 Custom Deluxe.

## 1951
Les Ford de 1951 comportaient pour la première fois une transmission automatique Ford-O-Matic en option (à partir de novembre 1950). Ford a finalement répondu à la charge des Chevrolet Bel Air et Plymouth Belvedere avec la Victoria à hardtop en 1951, empruntant le terme à l'hippomobile Victoria. À l'aspect proche des cabriolets mais mieux isolé en hiver, ce modèle a été un succès instantané (110 286 Victoria contre 103 356) Chevrolet. La Crestliner s'effacera à la mi-1951.
Toutes les Ford de 1951 arboraient une nouvelle calandre à « double balle » et d'épais pare-chocs chromés. Cette année, Ford a également ajouté un nouvel allumage « clé en main ». La suspension avant est constituée de ressorts hélicoïdaux indépendants. L'espace pour la tête était de 36,1 pouces.
1951 sera une année moins faste pour les constructeurs automobiles américains, en partie à cause de la Guerre de Corée. Ford parviendra à vendre 220 628 Deluxe et 792 763 Custom Deluxe, dépassant le million d'une courte tête.

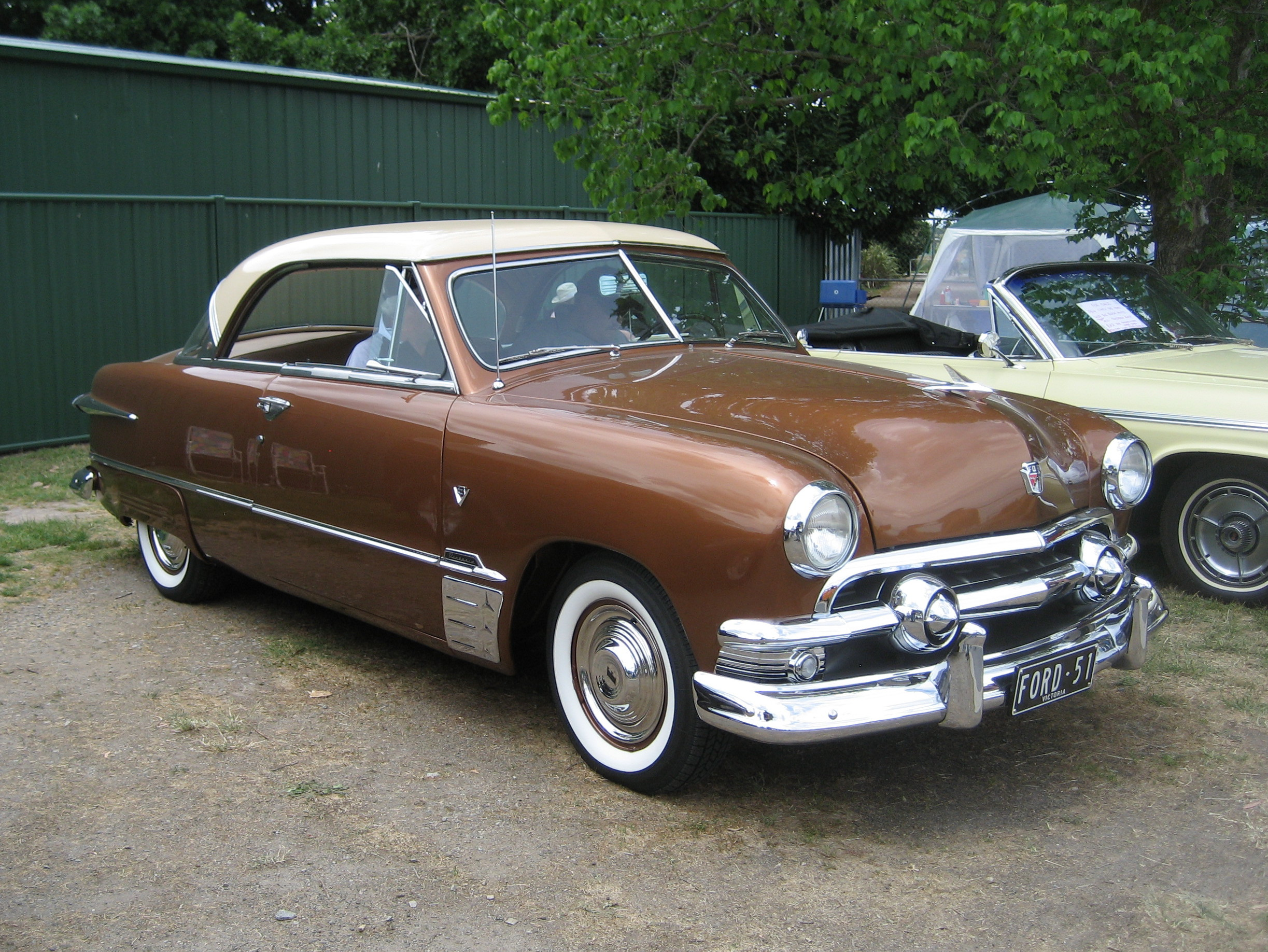
Victoria 1951 hardtop.
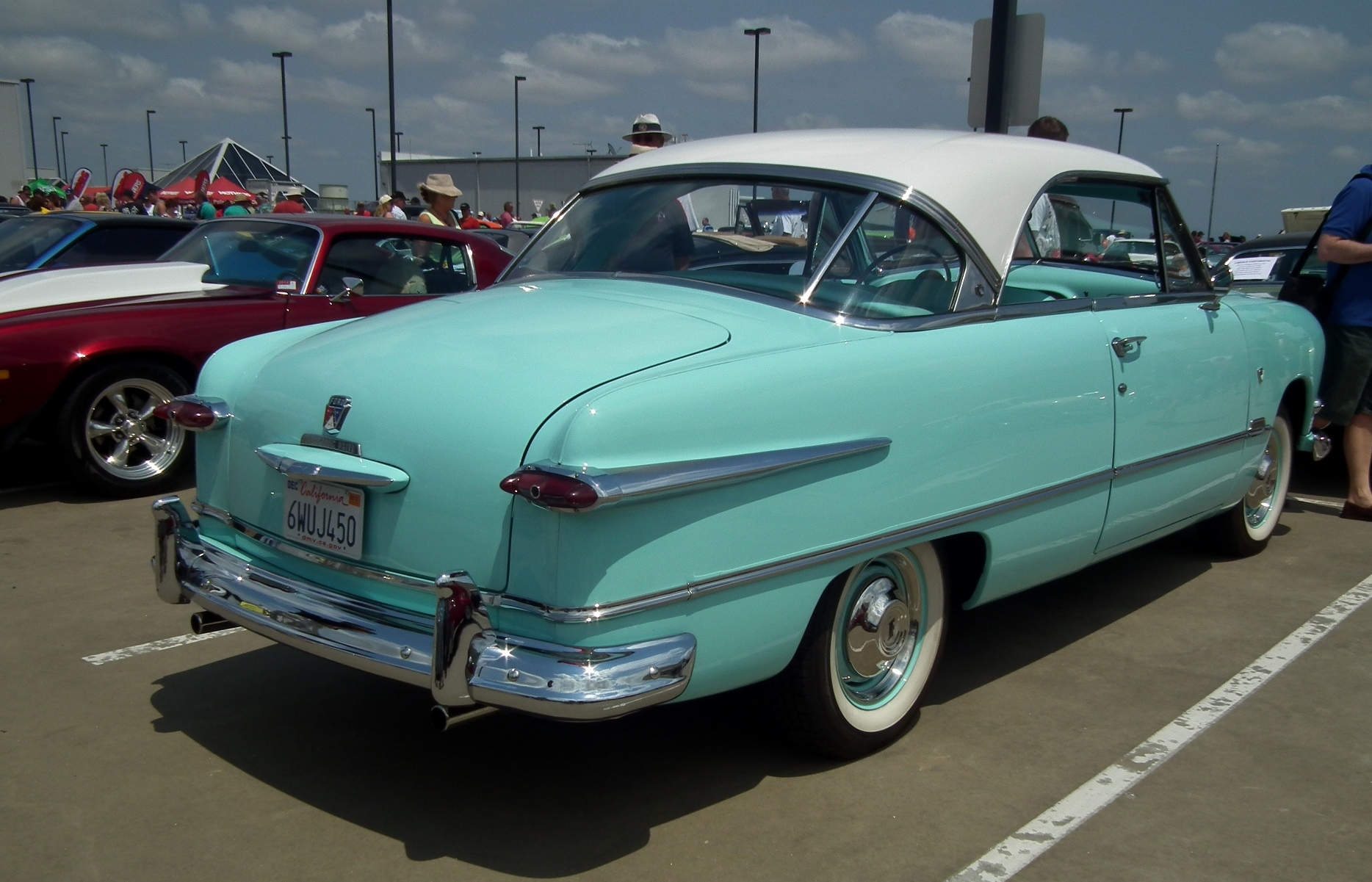
Vue arrière.
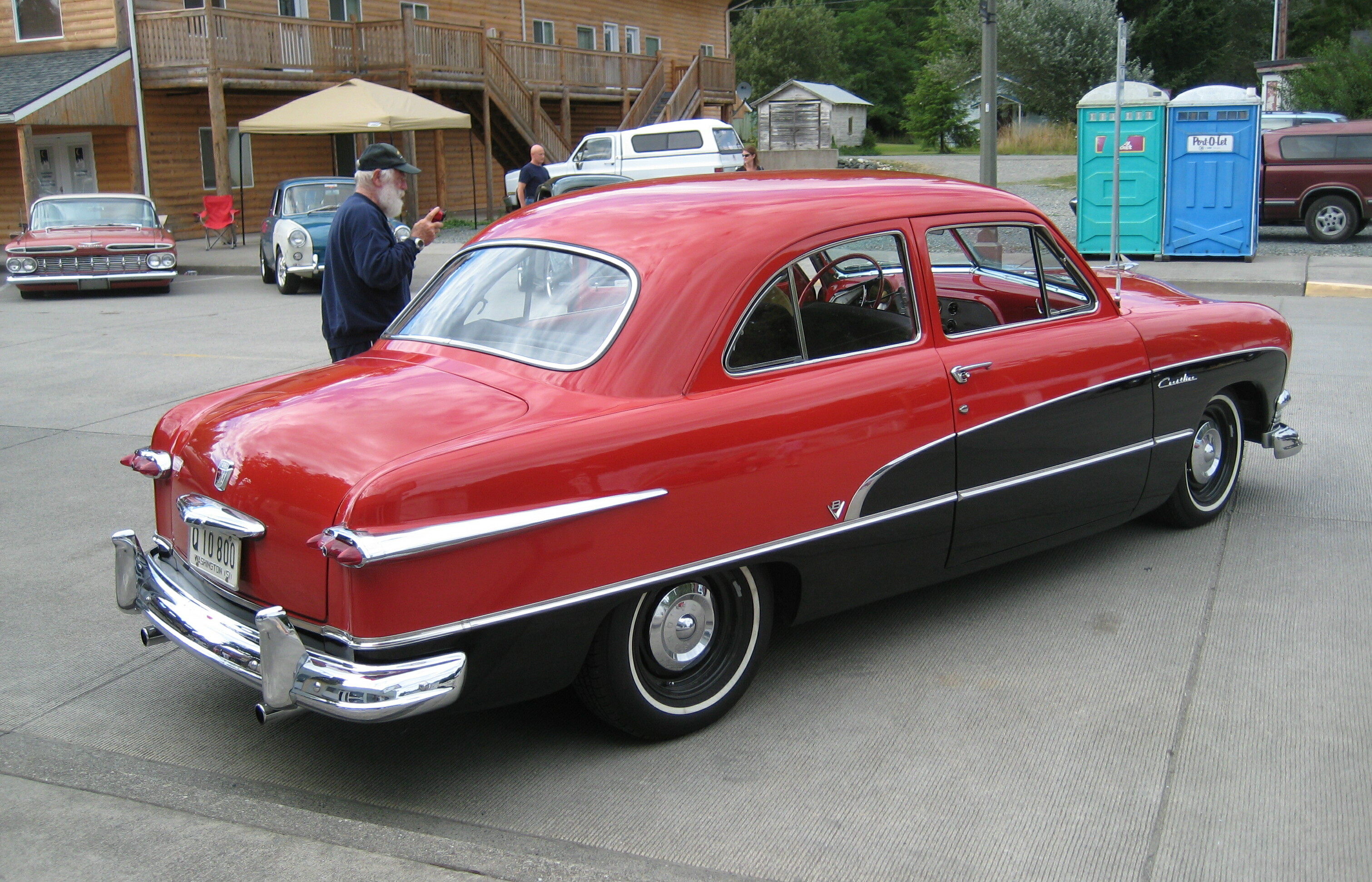
Arrière d'une Crestliner 1951 (sans toit en vinyle).

## Production australienne

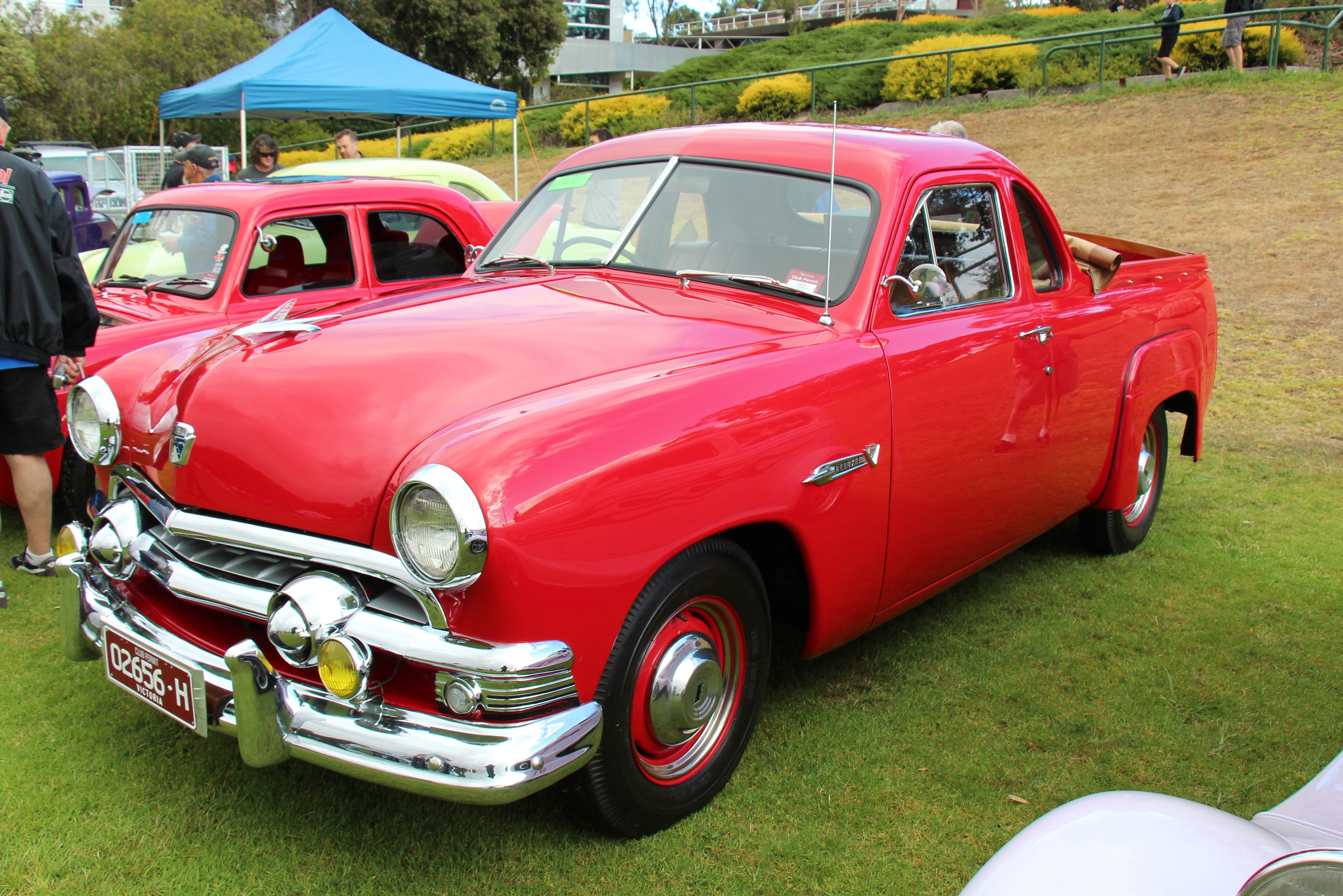
Coupé utilitaire (Ute) Ford 1951.

Les modèles V8 de 1949, 50 et 51 ont également été produits en Australie, proposés en modèles de carrosserie berline 4 portes et coupé utilitaire «ute» 2 portes. Le Coupé Utility était une variante australienne unique, combinant un avant de coupé avec un plateau à bords de pick-up, développée par Ford Australie, utilisant le châssis renforcé des cabriolets. Les pièces fabriquées et Australie avait atteint 80 % sur les modèles assemblés localement en 1950.

## Versions canadiennes
Au Canada, de nombreuses petites localités disposaient uniquement d'un concessionnaire Ford (connoté bas de gamme) et Mercury (des voitures plus chères et luxueuses). Pour permettre aux vendeurs Mercury de proposer des véhicules bon marché et des utilitaires, le groupe Ford (Ford, Mercury et Lincoln) crée en 1949 la marque Meteor qui reprenait les carrosseries des modèles Ford contemporains avec des éléments de décoration spécifiques ou empruntés à Mercury.
Les Meteor 1949 De Luxe et Custom, et 1950 avaient une calandre Mercury. Les Crestliner n'ont jamais été vendues au Canada.
La Meteor 1951, à la fois pour des raisons commerciales et techniques (la Calandre de Mercury 1951 s'insérait mal sur une Ford), avait une calandre spécifique, moins opulente. Il n'existe alors que des Custom Deluxe ainsi que la Custom Deluxe Victoria hardtop.

Les garages Ford proposeront quant à eux des Monarch, reprenant la carrosserie, plus longue, des Mercury contemporaines avec une calandre différente.

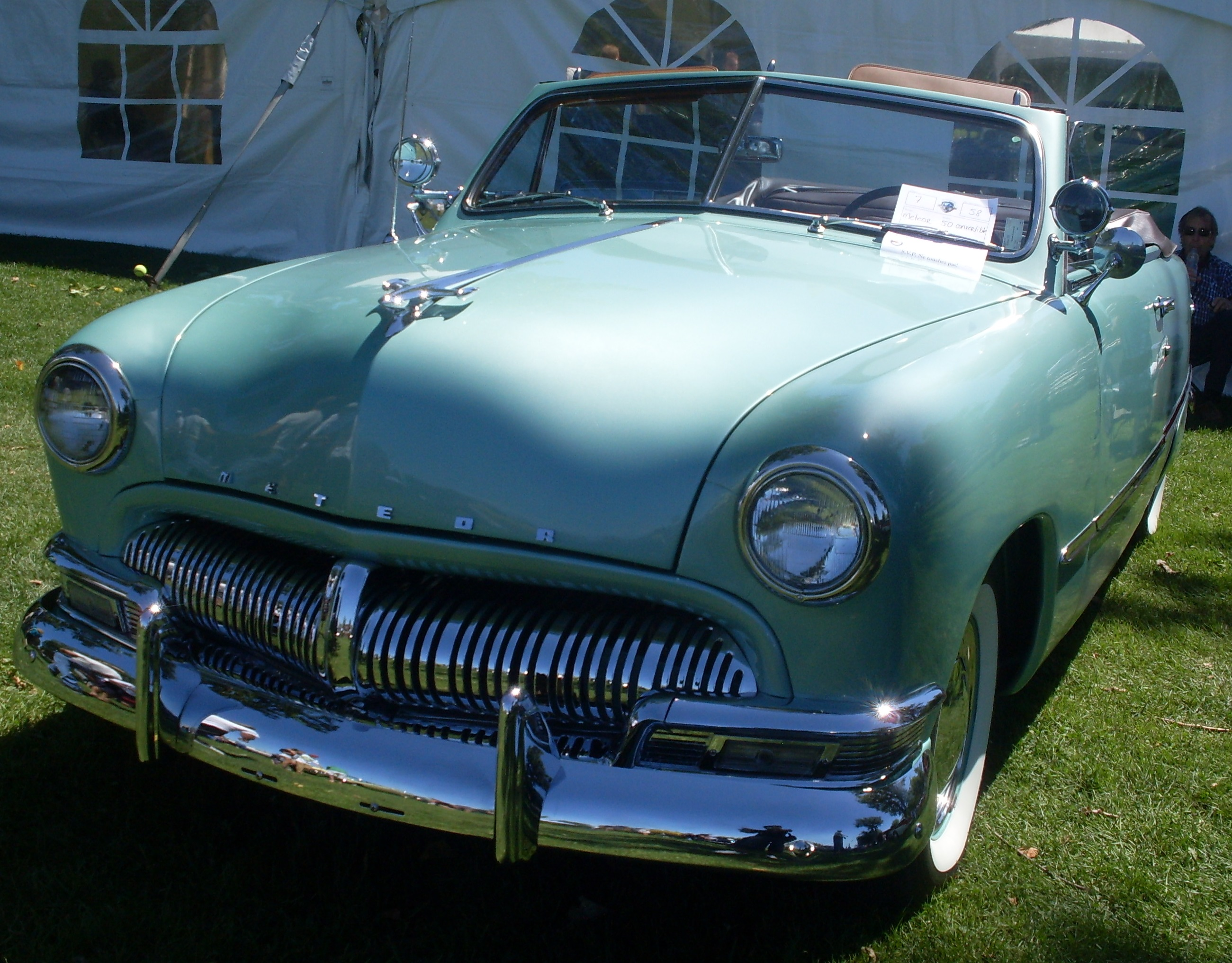
Meteor 1950 (cabriolet).
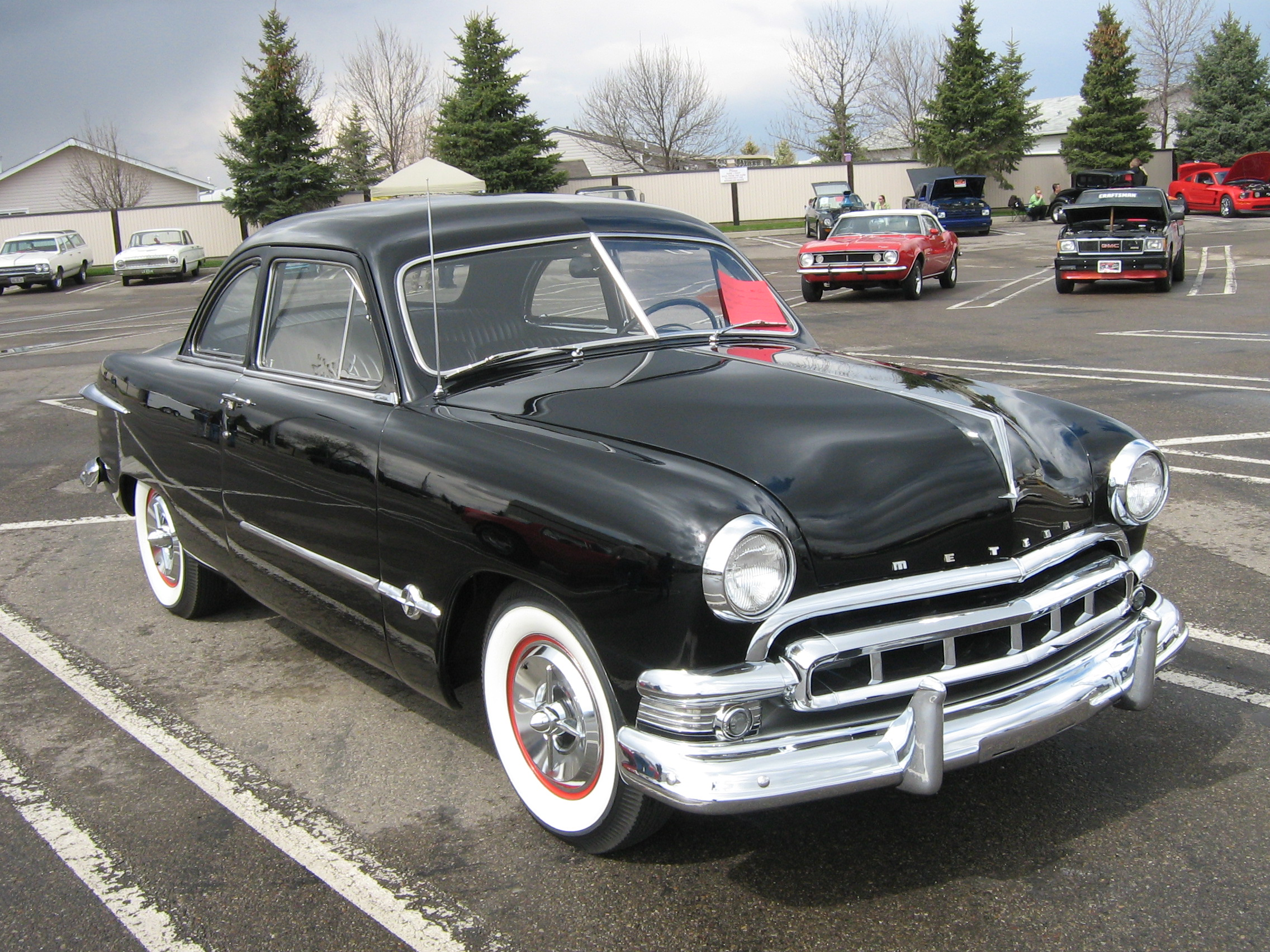
Meteor 1951 Club Coupe avant…

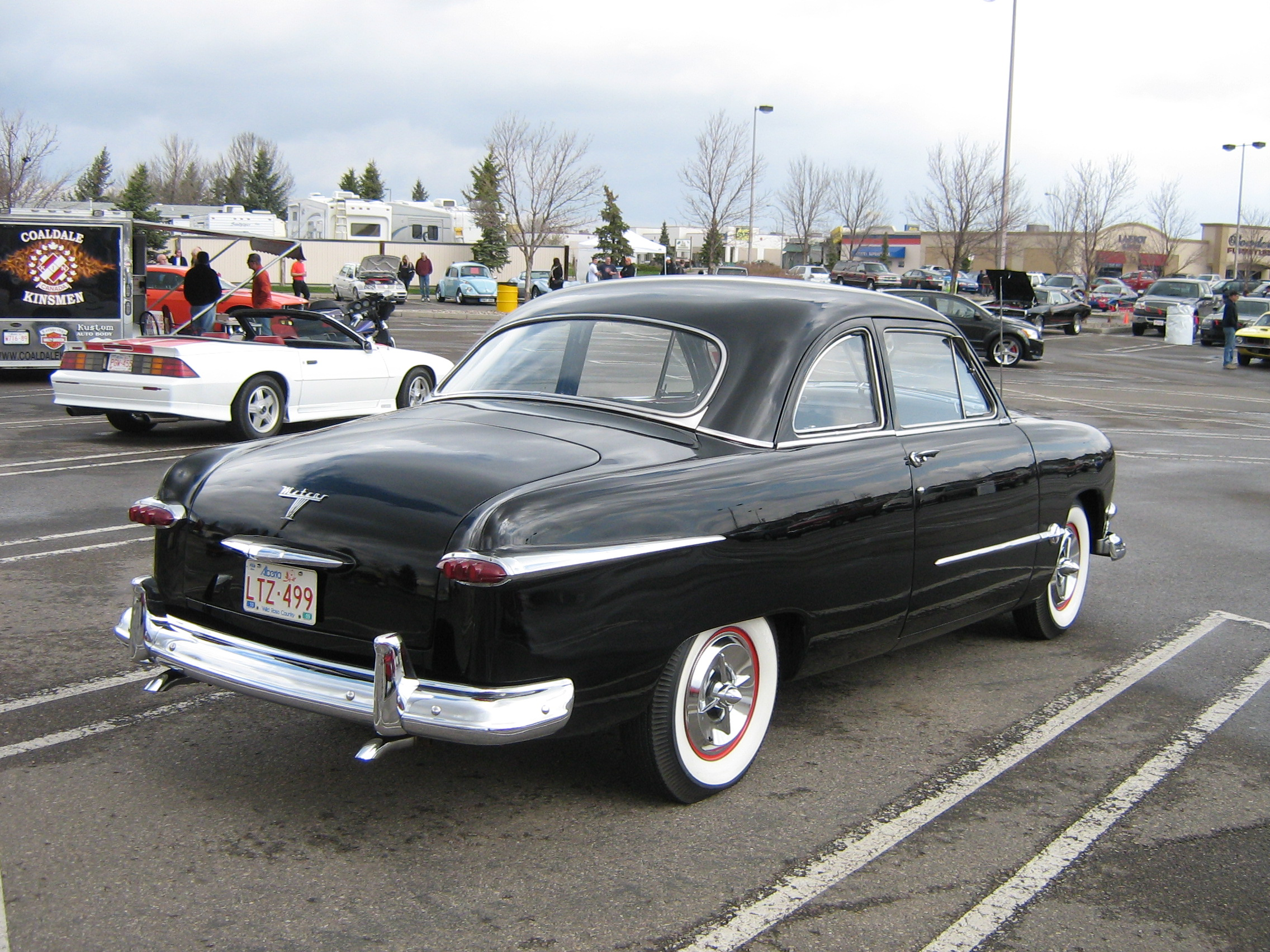
et arrière.

## Culture populaire
Bande dessinée
La Ford 1949, une berline 4 portes, probablement de la variante Standard, apparaît dans l'album Le rayon super-gamma, douzième de la série Les aventures de Jean Valhardi, dessinées par Eddy Paape sur un scénario de Jean-Michel Charlier. Cette voiture est utilisée par les agents poldèves qui s'emparent du professeur Stagmus et cherchent à se débarrasser de Jean Valhardi. Particularité de cette voiture dessinée par Eddy Paape : elle possède des portières antagonistes, alors que celles du véhicule original s'ouvrent classiquement.
Cette même berline est dessinée par Hergé dans l'album de Tintin Objectif Lune. Elle emporte Tintin et Haddock à l'usine atomique de Sbrodj. Elle est suivie par une Dodge Coronet.